# 照屋 (糸満市)
照屋（てるや）は沖縄県糸満市の地名。郵便番号901-0315。

## 地理
糸満市内に位置し、糸満（新屋敷区）、真栄里、国吉、大里（かつて南山城が置かれたところで高嶺村の中心地、南城市の大里とは別）、座波（かつての兼城村の中心地）、兼城と隣接する。県都・那覇市へのバス路線も通ることから、糸満市街のみならず那覇市のベッドタウンとして県道沿いには古くからの集落に加え、新たに住宅を建っているものの、半分以上はサトウキビ畑の農村地帯である。最近は道路網の整備も進んでおり、市の中心部を避けて当地区内を通過する観光バスや一般車両も多くなった。

## 歴史
1961年に合併するまで兼城村に属し、村内ではもっとも南に位置していた。隣の糸満新屋敷区には小中高校4校（糸満小学校・糸満南小学校（2011年に潮崎町へ移転）・糸満中学校・糸満高校）が当地域との境界線近くにあったが、合併するまで小中学校は当時の糸満町（現在の字糸満）を校区としていたため兼城村だった当地域は遠いところでは2km先の座波にある兼城小学校や兼城中学校に通学しなければならず、合併後にようやく字糸満の小中学校に通学することができた（現在は大里に近いところでは高嶺小学校や高嶺中学校に通学する）。そういう地理的なつながりで合併後は兼城地域よりも糸満地域とのつながりが大きくなった。

## 交通

### 道路
- 沖縄県道77号糸満与那原線（東西に通っている）
- 沖縄県道7号奥武山米須線（東側を南北に通っている）
- 沖縄県道54号線（1985年のバイパス部分開通で当地域内を通るようになった）[2]
- 沖縄県道250号糸満具志頭線（県道77号を境に南側は開通、北側は建設中）

### バス
照屋・照屋入口・高嶺入口の3ヶ所のバス停があるほか、2021年10月より107番・108番の南部循環線の西崎乗り入れと経路変更に伴い、県道54号交点から西は県道77号から県道54号とサンエー糸満食品館前～双子橋の市道に変更され、当地域に糸満高校前バス停（県道54号）が新設された（ほかに稲嶺原入口、親田原、双子橋（市道側））。なお高嶺入口バス停は那覇方面と市南部の高嶺・三和方面とでは停車するところが違うので注意が必要。
4ヶ所すべてのバス停に停車する路線バス
- 107番&108番・南部循環線（琉球バス交通）[3]

糸満高校前バス停を除く3ヶ所のバス停に停車する路線バス
- 34番・糸満（東風平）線（沖縄バス）
- 35番・糸満（志多伯）線（沖縄バス）
- 36番・糸満～新里線（沖縄バス）
- 81番・西崎向陽高校線（琉球バス交通）
- 200番・糸満おもろまち線（沖縄バス）
- 235番・志多伯おもろまち線（沖縄バス）
- 334番・国立劇場おきなわ線（沖縄バス）
- 446番・那覇糸満線（那覇バス）[4]

## 施設
- JAおきなわ糸満支店（2002年までJA糸満市の本店だった）
- 糸満警察署（厳密には当区内ではなく、隣接する字糸満新屋敷区の旧糸満南小学校跡地にあり、当区内の境界線に接している[5]）